# Église Santa Maria della Pace de Brescia
L'église de Santa Maria della Pace est un édifice religieux de style baroque situé dans le centre historique de Brescia à l'intersection de la Via Elia Capriolo et de la Via delle Grazie.

## Histoire
La fondation de l'église Santa Maria della Pace (ordre des Oratoriens) qui remonte à la première moitié du XVIIIe siècle, est l'œuvre de l'architecte Giorgio Massari.  La construction a commencé en 1720 et s'est terminée en 1746.

## Description

### Extérieur
La façade de l'église semble inachevée, masquée partiellement par les bâtiments adjacents de la Via della Pace,.

## Intérieur
L'intérieur à nef unique de style baroque comporte des marbres et des statues des apôtres autour des autels latéraux. L'autel principal est flanqué de tuyaux d'orgue. 
Des statues de saints ornent les murs.
Des fresques monochromes ornent les voûtes de l'église ainsi que des retables du XVIIIe siècle de Francesco Monti, Giovanni Zanardi (it),.

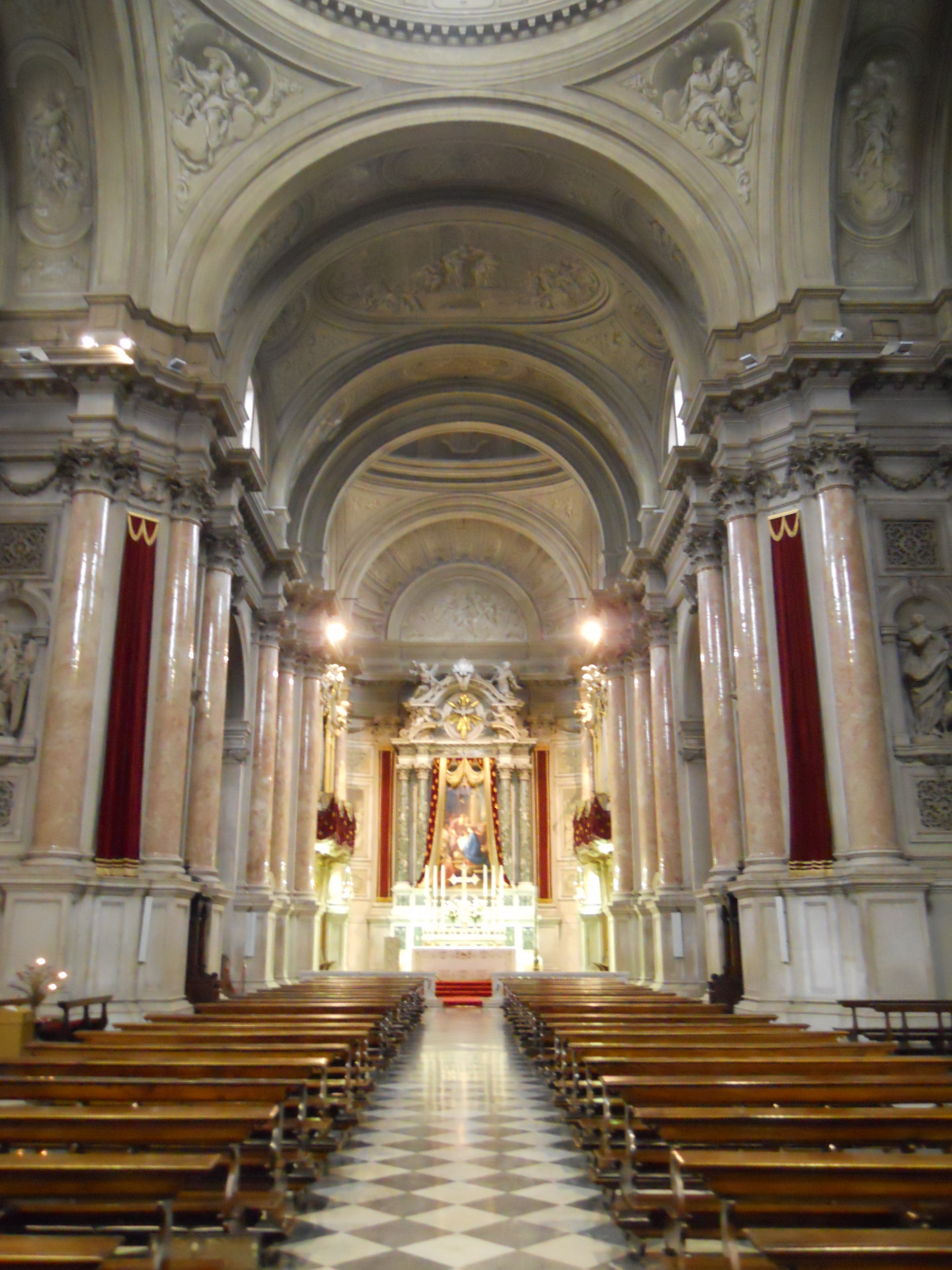
L'intérieur.

## Œuvres
- San Filippo Neri, 1er autel à gauche, par Giacomo Zoboli
- San Francesco di Sales, 4e autel à gauche, par Antonio Balestra
- Presentazione al Tempio di Gesù (1747), retable principal, huile sur toile 505 × 257 cm de Pompeo Batoni (1708-1787).
- Le tympan est décoré de sculptures d'Antonio Calegari.
- San Giovanni Nepomuceno davanti alla Vergine, par Pompeo Batoni.